# Бадице
Бадице (слч. Bádice) насељено је мјесто са административним статусом сеоске општине (слч. obec) у округу Њитра, у Њитранском крају, Словачка Република.

## Становништво
| Година:    | 1994. | 2004. | 2014.   | 2024.    |
| ---------- | ----- | ----- | ------- | -------- |
| Број људи: | 0     | 337   | 320     | 399      |
| Разлика:   |       | –     | -5,04 % | +24,68 % |

| Година:    | 2023. | 2024. |
| ---------- | ----- | ----- |
| Број људи: | 399   | 399   |
| Разлика:   |       | +0 %  |

Према подацима о броју становника из 2011. године насеље је имало 318 становника.